# Liste des cavités naturelles les plus profondes de la Drôme
La liste des cavités naturelles les plus profondes de la Drôme recense, sous forme de tableau(x), les cavités souterraines naturelles connues dans ce département français, dont le dénivelé est supérieur ou égal à cent mètres.
La communauté spéléologique considère qu'une cavité souterraine naturelle n'existe vraiment qu'à partir du moment où elle est « inventée » c'est-à-dire découverte (ou redécouverte), inventoriée, topographiée et publiée. Bien sûr, la réalité physique d'une cavité naturelle est la plupart du temps bien antérieure à sa découverte par l'homme ; cependant tant qu'elle n'est pas explorée, mesurée et révélée, la cavité naturelle n'appartient pas au domaine de la connaissance partagée.
La liste spéléométrique des 41 plus profondes cavités naturelles de la Drôme (≥ cent mètres) est actualisée à fin décembre 2023.
La plus profonde cavité souterraine naturelle répertoriée dans le département de la Drôme est  « la grotte de la Luire », sur la commune de Saint-Agnan-en-Vercors (cf. ligne 1 du tableau ci-dessous).
| \| Histogramme de la répartition des plus profondes cavités naturelles de la Drôme par classe de dénivelé -- Les 40 cavités citées fin 2019 sont réparties en 4 classes de dénivelé -- \| \| \| \| \| \| \| \| \| \| \| \| \| \| \| classe I >= 500 m 1 cavité[s] \| classe II >= 200 m et < 500 m 8 cavités \| classe III >= 150 m et < 200 m 13 cavités \| classe IV >= 100 m et < 150 m 19 cavités \| \| |                               |                                         |                                           |                                          |  |
| Le graphique qui aurait dû être présenté ici ne peut pas être affiché car il utilise l'ancienne extension Graph, désactivée pour des questions de sécurité. Des indications pour créer un nouveau graphique avec la nouvelle extension Chart sont disponibles ici . |                               |                                         |                                           |                                          |  |
| Histogramme de la répartition des plus profondes cavités naturelles de la Drôme par classe de dénivelé -- Les 40 cavités citées fin 2019 sont réparties en 4 classes de dénivelé -- |                               |                                         |                                           |                                          |  |
| |                               |                                         |                                           |                                          |  |
| | classe I >= 500 m 1 cavité[s] | classe II >= 200 m et < 500 m 8 cavités | classe III >= 150 m et < 200 m 13 cavités | classe IV >= 100 m et < 150 m 19 cavités |  |

## Cavités de la Drôme (France) dont la dénivellation est supérieure ou égale à500m
1 cavité est recensée dans cette « classe I » au 31-12-2023.
| Réf. | Cavité (autres noms) | Commune                | Massif ou zone    | Coordonnées (WGS 84)        | Dénivelée (mètres) | Développe. (mètres) | Sources ou références                       | Mise à jour |
| ---- | -------------------- | ---------------------- | ----------------- | --------------------------- | ------------------ | ------------------- | ------------------------------------------- | ----------- |
| 1    | Grotte de la Luire   | Saint-Agnan-en-Vercors | Massif du Vercors | 44° 53′ 29″ N, 5° 25′ 52″ E | +000587, m         | +57 655, m          | Spéléométrie de la France & Laurent Garnier | 2019-09     |

## Cavités de la Drôme (France) dont la dénivellation est comprise entre200 mètreset499 mètres
8 cavités sont recensées dans cette « classe II » au 31-12-2024.
| Réf. | Cavité (autres noms)          | Commune                | Massif ou zone    | Coordonnées (WGS 84)        | Dénivelée (mètres) | Développe. (mètres) | Sources ou références                                                                               | Mise à jour |
| ---- | ----------------------------- | ---------------------- | ----------------- | --------------------------- | ------------------ | ------------------- | --------------------------------------------------------------------------------------------------- | ----------- |
| 2    | Trou Spinette                 | Saint-Agnan-en-Vercors | Massif du Vercors | 44° 52′ 37″ N, 5° 26′ 35″ E | +000460, m         | +0800, m            | Grottocenter & SGHS                                                                                 | 2017-01     |
| 3    | Puits Vincens                 | Saint-Agnan-en-Vercors | Massif du Vercors | 44° 52′ 57″ N, 5° 26′ 59″ E | +000403, m         | +0800, m            | Citrons Ficelés & Grottocenter                                                                      | 2017-01     |
| 4    | Scialets Neufs                | Vassieux-en-Vercors    | Massif du Vercors | 44° 55′ 34″ N, 5° 23′ 26″ E | +000385, m         | +0893, m            | Grottocenter & LSD n°10                                                                             | 2000-12     |
| 5    | Réseau des Chuats             | Bouvante               | Massif du Vercors | 44° 53′ 20″ N, 5° 20′ 05″ E | +000368, m         | +49 300, m          | LSD n°21 & Pierre-Yves Belette & Florent Merlet & plongeesout.com, Grottocenter & Interclubs Chuats | 2023-07     |
| 6    | Réseau Christian-Gathier      | Bouvante               | Massif du Vercors | 44° 54′ 41″ N, 5° 18′ 52″ E | +000327, m         | +11 700, m          | Spéléo magazine & plongeesout.com & Grottocenter & CSR RA                                           | 2005-04     |
| 7    | Scialet de l'Aspirateur-Bidon | La Chapelle-en-Vercors | Massif du Vercors | 44° 58′ 35″ N, 5° 24′ 37″ E | +000271, m         | +7 576, m           | Spelunca n°125 & LSD n°24                                                                           | 2025-01     |
| 8    | Scialets des Pots Martin      | Omblèze                | Massif du Vercors | 44° 53′ 26″ N, 5° 15′ 51″ E | +000265, m         | +0580, m            | Scialet n°26                                                                                        | 2012-01     |
| 9    | Scialet Robin                 | Bouvante               | Massif du Vercors | 44° 57′ 48″ N, 5° 21′ 00″ E | +000231, m         | +4 114, m           | Thomas Dobelmann & Spéléo magazine & Grottocenter                                                   | 2008-03     |

## Cavités de la Drôme (France) dont la dénivellation est comprise entre150 mètreset199 mètres
13 cavités sont recensées dans cette « classe III » au 31-12-2023.
| Réf. | Cavité (autres noms)                   | Commune                  | Massif ou zone    | Coordonnées (WGS 84)        | Dénivelée (mètres) | Développe. (mètres) | Sources ou références                           | Mise à jour |
| ---- | -------------------------------------- | ------------------------ | ----------------- | --------------------------- | ------------------ | ------------------- | ----------------------------------------------- | ----------- |
| 10   | Grotte du Brudour - Scialet de l'Appel | Bouvante                 | Massif du Vercors | 44° 55′ 29″ N, 5° 19′ 19″ E | +000199, m         | +6 365, m           | Spéléo magazine & plongeesout.com & Scialet n°2 | 2010-12     |
| 11   | Glacière de Carri                      | Bouvante                 | Massif du Vercors | 44° 56′ 27″ N, 5° 21′ 46″ E | +000193, m         | +0380, m            | Grottocenter & Scialet n°10                     | 2005-04     |
| 12   | Scialet du Satyre                      | Bouvante                 | Massif du Vercors | 44° 56′ 24″ N, 5° 19′ 48″ E | +000190, m         | +1 200, m           | Scialet n°9 & Scialet n°32                      | 2000-12     |
| 13   | Trou de l’Aygue                        | Saint-Agnan-en-Vercors   | Massif du Vercors | 44° 50′ 57″ N, 5° 26′ 33″ E | +000182, m         | +3 500, m           | Spéléo magazine, LSD n°5 & Scialet n°10         | 2002-10     |
| 14   | Source du Diable                       | Échevis                  | Massif du Vercors | 45° 02′ 47″ N, 5° 21′ 16″ E | +000173, m         | +0900, m            | Grottocenter & Le Fil                           | 2013-12     |
| 15   | Scialet de la Grande Astrance          | Saint-Agnan-en-Vercors   | Massif du Vercors | 44° 53′ 18″ N, 5° 26′ 53″ E | +000172, m         | +1 011, m           | Grottocenter, LSD n°3 & LSD n°19                | 2013-05     |
| 16   | Trou du Diable                         | Saou                     |                   |                             | +000170, m         | NC                  | Spéléométrie de la France                       | 2000-12     |
| 17   | Scialet du Pichet                      | Saint-Agnan-en-Vercors   | Massif du Vercors | 44° 52′ 55″ N, 5° 28′ 18″ E | +000168, m         | +0370, m            | Scialet n°8                                     | 2002-10     |
| 18   | Scialet de la Murette                  | Bouvante                 | Massif du Vercors | 44° 53′ 58″ N, 5° 18′ 51″ E | +000166, m         | +0735, m            | Scialet n°21 & Grottocenter                     | 2008-03     |
| 19   | Gour Fumant d’Herbouilly               | Saint-Martin-en-Vercors  | Massif du Vercors | 45° 01′ 28″ N, 5° 28′ 22″ E | +000163, m         | +3 200, m           | Spelunca n°77                                   | 2000-12     |
| 20   | Scialet des Meyniers                   | Saint-Laurent-en-Royans  | Massif du Vercors | 44° 58′ 27″ N, 5° 21′ 14″ E | +000158, m         | +0250, m            | Spéléo dossiers                                 | 2000-12     |
| 21   | Scialet Bidon - L'Arbre qui Grince     | La Chapelle-en-Vercors   | Massif du Vercors | 44° 58′ 45″ N, 5° 24′ 17″ E | +000155, m         | +0800, m            | Scialet n°46 & SGCAF                            | 2020-08     |
| 22   | Gouffre de l’Arp                       | Sainte-Eulalie-en-Royans | Massif du Vercors | 45° 01′ 48″ N, 5° 22′ 03″ E | +000150, m         | NC                  | Spéléométrie de la France                       | 2000-12     |

## Cavités de la Drôme (France) dont la dénivellation est comprise entre100 mètreset149 mètres
19 cavités sont recensées dans cette « classe IV » au 31-12-2023.
| Réf. | Cavité (autres noms)           | Commune                 | Massif ou zone    | Coordonnées (WGS 84)        | Dénivelée (mètres) | Développe. (mètres) | Sources ou références                                                   | Mise à jour |
| ---- | ------------------------------ | ----------------------- | ----------------- | --------------------------- | ------------------ | ------------------- | ----------------------------------------------------------------------- | ----------- |
| 23   | Gouffre de Comblezine          | Léoncel                 | Massif du Vercors | 44° 54′ 10″ N, 5° 13′ 43″ E | +000140, m         | NC                  | Spéléométrie de la France                                               | 2000-12     |
| 24   | Grottes de Frochet             | Saint-Jean-en-Royans    | Massif du Vercors | 45° 00′ 33″ N, 5° 19′ 34″ E | +000140, m         | +3 691, m           | plongeesout.com & LSD n°19                                              | 2013-01     |
| 25   | Siphon d’Arbois                | Saint-Julien-en-Vercors | Massif du Vercors | 45° 04′ 25″ N, 5° 27′ 05″ E | +000134, m         | +1 273, m           | Scialet n°38                                                            | 2009-12     |
| 26   | Sariet Henri                   | Châtillon-en-Diois      | Massif du Vercors | 44° 44′ 13″ N, 5° 28′ 25″ E | +000130, m         | NC                  | Spéléométrie de la France                                               | 2000-12     |
| 27   | Grotte Merveilleuse supérieure | Saint-Julien-en-Vercors | Massif du Vercors | 45° 04′ 24″ N, 5° 29′ 03″ E | +000122, m         | +0508, m            | Spéléométrie de la France                                               | 2000-12     |
| 28   | Perte du ruisseau des Sagnes   | Vassieux-en-Vercors     | Massif du Vercors | 44° 52′ 10″ N, 5° 23′ 14″ E | +000121, m         | +1 214, m           | Grottocenter & CHV, L'Echo des Vulcains n°59 & L'Echo des Vulcains n°61 | 2020-12     |
| 29   | Trou du Bœuf                   | Saint-Laurent-en-Royans | Massif du Vercors | 44° 59′ 19″ N, 5° 21′ 20″ E | +000117, m         | +1 450, m           | Grottocenter, Scialet n°15 & Spéléo Magazine n°111                      | 2020-10     |
| 30   | Scialet n° 2 de Combe Noire    | Bouvante                | Massif du Vercors | 44° 56′ 32″ N, 5° 19′ 44″ E | +000115, m         | NC                  | Spéléométrie de la France                                               | 2000-12     |
| 31   | Source du Cholet               | Saint-Laurent-en-Royans | Massif du Vercors | 44° 58′ 37″ N, 5° 20′ 13″ E | +000114, m         | +4 331, m           | Spéléo magazine                                                         | 2017-12     |
| 32   | Scialet de la Combe            | Bouvante                | Massif du Vercors | 44° 55′ 10″ N, 5° 19′ 05″ E | +000113, m         | +0348, m            | Grottocenter & LSD n°14                                                 | 2008-03     |
| 33   | Grotte de Thaïs                | Saint-Nazaire-en-Royans | Massif du Vercors | 45° 03′ 37″ N, 5° 14′ 47″ E | +000110, m         | +2 006, m           | plongeesout.com & Laurent Garnier                                       | 2018-06     |
| 34   | Scialet Félix                  | Bouvante                | Massif du Vercors | 44° 56′ 55″ N, 5° 19′ 35″ E | +000110, m         | +0160, m            | Grottocenter                                                            | 2000-00     |
| 35   | Scialet Fifi                   | Saint-Jean-en-Royans    | Massif du Vercors | 45° 00′ 07″ N, 5° 19′ 00″ E | +000106, m         | +0120, m            | Grottocenter                                                            | 2000-00     |
| 36   | Scialet Cromagnon              | Saint-Laurent-en-Royans | Massif du Vercors | 44° 59′ 01″ N, 5° 21′ 22″ E | +000104, m         | NC                  | Scialet n°36                                                            | 2007-00     |
| 37   | Scialets des Fecchios          | Saint-Jean-en-Royans    | Massif du Vercors | 44° 58′ 52″ N, 5° 19′ 38″ E | +000102, m         | +0160, m            | Spéléométrie de la France                                               | 2000-12     |
| 38   | Scialet de Fontfroide          | Saint-Agnan-en-Vercors  | Massif du Vercors | 44° 52′ 01″ N, 5° 27′ 30″ E | +000100, m         | NC                  | Spéléométrie de la France                                               | 2000-12     |
| 39   | Gouffre de But Sapiau          | Chamaloc                | Massif du Vercors | 44° 49′ 13″ N, 5° 24′ 48″ E | +000100, m         | NC                  | Spéléométrie de la France                                               | 2000-12     |
| 40   | Scialet Michellier             | Vassieux-en-Vercors     | Massif du Vercors | 44° 51′ 55″ N, 5° 22′ 41″ E | +000100, m         | +1 000, m           | CHV & Grottocenter                                                      | 2000-12     |
| 41   | Scialet de la Côte Majosset    | Vassieux-en-Vercors     | Massif du Vercors | 44° 50′ 43″ N, 5° 22′ 41″ E | +000100, m         | NC                  | LSD n°25                                                                | 2023-12     |